# Julian Zubczewski
Julian Zubczewski (ur. 17 lutego 1855 w Osowcach, zm. 24 maja 1924 w Zakopanem) – polski nauczyciel.

## Życiorys

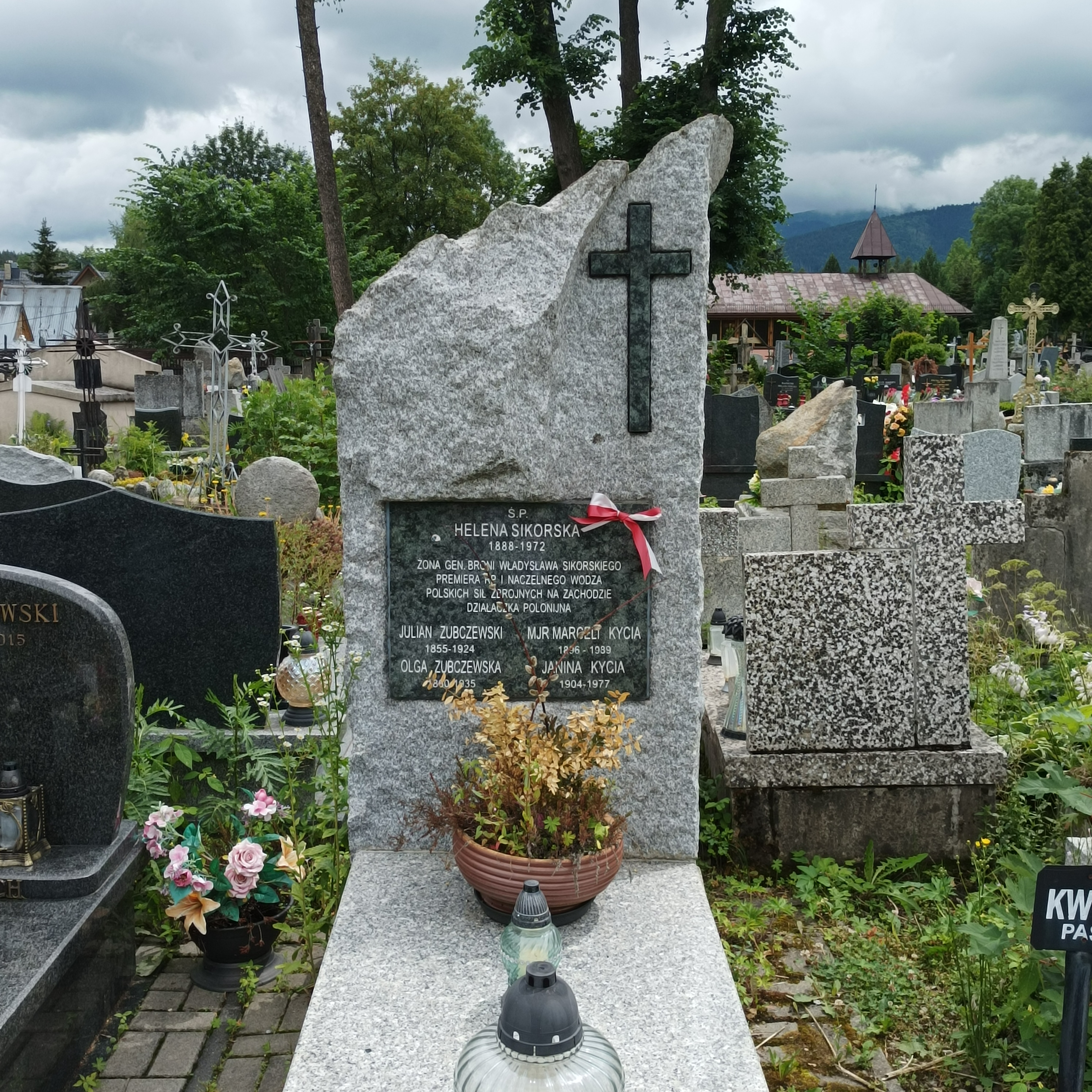
Grobowiec Zubczewskich i Heleny Sikorskiej

Urodził się 17 lutego 1855 w Osowcach. Był synem Teofila. Pochodził z Zakopanego. Zdał egzamin kwalifikacyjny z matematyki i fizyki na nauczyciela szkół realnych. Podjął pracę nauczyciela od 10 listopada 1878. Był aplikantem, a później suplentem szkół realnych oraz seminariów żeńskich i męskich we Lwowie. Wykładał matematykę i fizykę. Egzamin zawodowy złożył 11 lipca 1879. Został mianowany nauczycielem rzeczywistym 25 lipca 1887. Został mianowany na stanowisko dyrektora szkoły 5 sierpnia 1896. W 1897 był dyrektorem Seminarium Nauczycielskiego w Tarnopolu. Był dyrektorem Seminarium Nauczycielskiego w Rzeszowie. Od 1899 był dyrektorem Seminarium Nauczycielskiego Żeńskiego we Lwowie. Z tej posady w połowie 1903 został przeniesiony na stanowisko dyrektora C. K. Seminarium Nauczycielskiego Męskiego w Stanisławowie (zamieniony miejscami z prof. Janem Wojciechowskim). Od września 1902 był dyrektorem c. k. komisji egzaminacyjnej dla nauczycieli szkół ludowych pospolitych i wydziałowych we Lwowie, po czym latem 1903 został mianowany na stanowisko dyrektora c. k. komisji egzaminacyjnej dla nauczycieli szkół ludowych w Stanisławowie (także zamieniony posadami z J. Wojciechowskim). 14 lutego 1904 odbyła się w Stanisławowie uroczystość z okazji jubileuszu 25-lecia pracy Juliana Zubczewskiego. W styczniu 1910 otrzymał VI rangę w zawodzie. W pierwszej połowie 1911 na własną prośbę został przeniesiony w stan spoczynku, a przy tej sposobności otrzymał podziękowania od C. K. Rady Szkolnej Krajowej za swoją pracę oświatową i na rzecz kształcenia nauczycieli.
Był członkiem koła męskiego Towarzystwa Szkoły Ludowej w Stanisławowie, członkiem Towarzystwa dla Popierania Nauki Polskiej. W 1908 został odznaczony Krzyżem Kawalerskim Orderu Franciszka Józefa.
Julian Zubczewski i jego żona Olga nie mieli własnych dzieci. Ich adoptowaną córką była Helena (1888-1972). Pełniąc stanowisko dyrektora rzeszowskiego seminarium Julian Zubczewski zwrócił uwagę na przybyłego do szkoły w 1898 Władysława Sikorskiego i przyjął go do swojego mieszkania jako domownika, wspierał materialnie, a po przeprowadzce do Lwowa w 1899 posłał go kontynuowania nauki w C. K. Gimnazjum im. Franciszka Józefa we Lwowie. W 1909 Helena i Władysław Sikorski wzięli ślub.
Julian Zubczewski zmarł 24 maja 1924 w Zakopanem. Został pochowany w grobowcu rodzinnym na Nowym Cmentarzu w Zakopanem (kw. M1-7-8), gdzie spoczęła także jego żona Olga (1860-1935), w 1972 zostały pochowane prochy Heleny Sikorskiej, a potem także mjr Marceli Kycia.

## Publikacja
- Sługa Boży (1912, dramat w ośmiu odsłonach)[21]